# 1710 год в музыке

## События
- Английский композитор и музыкальный теоретик Иоганн Кристоф Пепуш основал в Великобритании Академию вокальной музыки (англ. Academy of Vocal Music), позже переименованную в Академию старинной музыки (англ. Academy of Ancient Music).
- 18 апреля (предположительно) в часовне замка Вильгельмбург (Шмалькальден) состоялась премьера пастиччо St Mark Passion Иоганна Себастьяна Баха

## Музыкальные произведения
- Антонио Мария Бонончини — опера «Тигран, царь Армении» (итал. Tigrane, re d'Armenia).
- Андре Кампра — опера-балет «Венецианские праздники» (фр. Les fêtes vénitiennes).
- Луи Николя Клерамбо — 2 сюиты для органа.
- Иоганн Маттезон — опера «Борис Годунов, или Коварством достигнутый трон» (на собственное либретто), первая в мире опера на русский сюжет, поставлена лишь в 2007 году.

## Родились
- 4 января — Джованни Баттиста Перголези (итал. Giovanni Battista Pergolesi), итальянский композитор (умер 17 марта 1736).
- 12 марта — Томас Арн (англ. Thomas Arne), английский композитор, автор песни «Правь, Британия, морями!» (умер 5 марта 1778).
- 27 марта — Жозеф Абако (фр. Joseph Abaco), бельгийский виолончелист и композитор (умер в 1805)
- 12 апреля — Каффарелли (итал. Caffarelli), итальянский певец-кастрат (умер 31 января 1783).
- 13 ноября — Шарль Симон Фавар, французский либреттист (умер 18 мая 1792).
- 22 ноября — Вильгельм Фридеман Бах (нем. Wilhelm Friedemann Bach), немецкий композитор, старший сын И. С. Баха (умер 1 июля 1784).

Дата неизвестна —
- Доменико Альберти, итальянский композитор, певец и виртуоз-клавесинист (умер 14 октября 1740).
- Джованни Баттиста Феррнандини (итал. Giovanni Battista Ferrandini), итальянский композитор (умер в 1791)
- Томас Глэдвин (англ. Thomas Gladwin), английский органист и композитор (ум. 1799)
- Антон Иосиф Хампель (нем. Anton Joseph Hampel), немецкий трубач (умер в 1771)
- Джордж Александр Стивенс (англ. George Alexander Stevens), английский актёр, поэт и композитор (умер 1780)
- (предположительно) — Карло Фердинандо Ландолфи (итал. Carlo Ferdinando Landolfi), итальянский гитарный мастер (умер 1771)
- Андре Жозеф Экзоде, французский музыкант-скрипач и композитор эпохи барокко (умер в 1762).

## Скончались
- 10 мая — Георг Дитрих Лейдинг (нем. Georg Dietrich Leyding), немецкий органист и композитор (родился в 1664)
- 14 июня — Иоганн Фридрих Альберти (нем. Johann Friedrich Alberti), немецкий композитор и органист (родился в 1642)
- 8 июля — Хуан Гарсия де Салазар (исп. Juan García de Salazar), испанский хоровой композитор (родился в 1639)
- 26 сентября — кардинал Винченцо Гримани (итал. Cardinal Vincenzo Grimani), итальянский оперный либреттист (родился в 1652 или 1655)
- 22 ноября — Бернардо Пасквини (итал. Bernardo Pasquini), итальянский композитор (родился в 1637)
- 14 декабря — Генри Альдрич, английский композитор (родился в 1647)
- дата неизвестна
  - Шарль Мутон (фр. Charles Mouton), французский лютнист и композитор (родился в 1626)
  - Гаспар Санз (араг. Gaspar Sanz), арагонский священник и композитор (родился в 1640)
  - (предположительно) Роза Джачинта Бадалла (итал. Роза Giacinta Badalla), итальянская монахиня-бенедектинка и композитор (родилась в 1660)
  - (предположительно) Маркус Мейбомиус (дат. Marcus Meibomius), датский историк музыки (родился в 1630)
  - (предположительно) Камилла де Росси (итал. Camilla de Rossi), итальянский композитор (год рождения неизвестен)